# Кошари
Кошари (понякога Кошаре или Кошара, на македонска литературна норма: Кошари) е село в Северна Македония, в община Крива паланка.

## География
Селото е разположено в областта Дурачка река в северното подножие на планината Осогово на 2 километра югоизточно от общинския център Крива паланка.

## История
В края на XIX век Кошари е малко българско село в Кривопаланска каза на Османската империя. Според статистиката на Васил Кънчов („Македония. Етнография и статистика“) от 1900 г. Кошари е населявано от 42 жители българи християни.
Цялото християнско население на селото е под върховенството на Българската екзархия. По данни на секретаря на екзархията Димитър Мишев („La Macédoine et sa Population Chrétienne“) в 1905 година в Кошари има 92 българи екзархисти.
При избухването на Балканската война 2 души от Кошари са доброволци в Македоно-одринското опълчение.
По време на Първата световна война Кошари е включено в Дурачкоречка община и има 90 жители.
Според преброяването от 2002 година селото има 21 жители, всички северномакедонци.

## Личности
Родени в Кошари
- Йордан А. Павлов, кметски наместник в периода на българското управление 1941-1944 година.[6][7]